# Sotenäs landsfiskalsdistrikt
Sotenäs landsfiskalsdistrikt var 1918–1964 ett landsfiskalsdistrikt i Göteborgs och Bohus län, bildat när Sveriges indelning i landsfiskalsdistrikt trädde i kraft den 1 januari 1918, enligt beslut den 7 september 1917. Den 1 januari 1965 avskaffades i Sverige samtliga landsfiskaler och landsfiskalsdistrikt, och deras arbetsuppgifter delades upp på de nyskapade indelningarna polisdistrikt, åklagardistrikt och kronofogdedistrikt.
Landsfiskalsdistriktet låg under länsstyrelsen i Göteborgs och Bohus län.

## Ingående områden
När Sveriges nya indelning i landsfiskalsdistrikt trädde i kraft den 1 oktober 1941 (enligt kungörelsen den 28 juni 1941) införlivades det upplösta landsfiskalsdistriktet Kungshamns landsfiskalsdistrikt. När Sveriges nya indelning i landsfiskalsdistrikt trädde i kraft den 1 januari 1952 (enligt kungörelsen 1 juni 1951) ändrades distriktets indelning genom kommunreformen 1952 och fick därigenom minskad yta då den upplösta Bärfendals landskommun överfördes till Munkedals landsfiskalsdistrikt.

### Från 1918
Sotenäs härad:
- Bärfendals landskommun
- Tossene landskommun

### Från 1 oktober 1941
Sotenäs härad:
- Askums landskommun
- Bärfendals landskommun
- Kungshamns landskommun
- Malmöns landskommun
- Smögens landskommun
- Tossene landskommun

### Från 1 januari 1952
- Smögens landskommun
- Södra Sotenäs landskommun
- Tossene landskommun